# Gebelikatran
Gebelikatran (Zazaki: Gebelê Qetran) is een dorp in het Turks district Kangal in de provincie Sivas. Het dorp ligt ongeveer 42 km ten noordoosten van de stad Kangal en 132 km ten zuidoosten van de stad Sivas.

## Bevolking
In het dorp wonen uitsluitend alevitische Koerden/Zaza van Canbeg-stam. Het dorp kampt met een intensieve bevolkingskrimp: het aantal inwoners daalde van 73 personen in 2000 naar 10 personen in 2015, om vervolgens licht te stijgen naar 13 personen in 2020.
| Jaar     | 2000 | 2015 | 2020 |
| -------- | ---- | ---- | ---- |
| Inwoners | 73   | 10   | 13   |